# Магија
Магија (мађија) реч је грчког порекла и значи „чаролија”, „чаробњаштво”. По народном веровању отприлике представља појаву када смртна бића чине чуда коришћењем натприродних сила или уз помоћ натприродних бића.
Веровање у магију се развило у Халдеји, југоисточном делу Месопотамије, а преко Персије и Египта се раширило на запад.
Магија обухвата белу и црну магију. Белом магијом се наводно уз помоћ добрих духова може отклонити болест, урок, клетва, или се може придобити срећа, љубав, новац, и сл. Уз помоћ црне магије, призивају се духови зла како би се изазвала несрећа, бацио урок или клетва и сл.
Људи који практикују магију називају се магови, односно чаробњаци (уколико су у питању особе мушког пола) и чаробнице (за особе женског пола). Такође се каже и вештаци (м.) и вештице (ж.), а понекад и чудотворци и друго. Од тих речи води порекло и реч вештичарење, која означава магијске радње. У корену ових три речи се налази придев вешт.

## Подела магије

### Бела и црна магија
Премда већи број практичара отклања следећу поделу, уврежена је подела на тзв. белу и црну магију. Бела магија још се назива десним путем, а црна левим.
Бела магија представља добру магију којој је сврха да се помогне, излечи и саветује. Ту се убрајају предвиђања судбине (астрологија, хироманција, тарот, кристаломанција, геоманција и сл).
Црна магија, с друге стране, представља злу магију, којој је циљ да се науди другоме или да се на натприродан начин постигне некаква корист. Црна магија се повезује са сотонизмом, демонопоклонством, вештицама и чаробњацима.
Сама подела магије на белу и црну је више оријентацијска неголи стварна, као и границе међу њима које нису јасно дефиниране. Њен предзнак заправо зависи о етичким вредностима практиканта магије, те се пре може говорити о белим и црним чаробњацима.

### Четири категорије магијске праксе
Магијска пракса може се поделити у четири групе. Прва је симпатетична магија којом се уз помоћ симбола који опонаша жељени предмет или особу настоји испунити некаква жеља. Може садржати елементе црне магије, ако се злоупотреби да би се нека особа повредила.
Другу групу чини прорицање при чему се користе разне методе (руне, бацање жира, гледање из талога кафе, хиромантија...).
Трећа група садржи бацање чини, алхемију и чаробњаштво, док је за четврту групу карактеристично бацање урока.

## Историја

### Праисторија
Магија се јавила веома рано, већ са човековим обликовањем првих спознаја о свету који га окружује. Магија и религија су међузависне, имају исто исходиште и настале су истодобно једна из друге. Према социологу Гурвичу, магија је вера у силе које човек може контролисати, док је религија вера у силе које човек не може контролисати.
У првобитним примитивним друштвима јавља се шаманизам, религиозно-магијски систем којим посвећена особа (шаман, врач) комуницира с духовима кроз стања транса изазваних халуциногеним дрогама те сновима и визијама. Основни задатак шамана је лечење и прорицање, док је латентна функција одржавање кохезије унутар заједнице и решавање унутардруштвених конфликата.

### Стари век
У древном Египту многи су свештеници сматрани чаробњацима. Чаробњак би често током читања чаролија са свитака папируса уништио фигуру од глине која је приказивала неког непријатеља. Веровало се да је Теут, бог писања и Месеца, написао књигу чаролија и предао је људима, те се после развила алхемија. То је наука којој су циљеви да се добије камен мудрости и еликсир младости. У доба хеленизма, грчки колонисти у Египту поистоветили су Теута са Хермесом Трисмегистом.
У Египту је магија била дубоко укорењена, јер су обични људи поштовали богове и сазивали духове мртвих у својим кућама, на огњишту. Рођење детета било је попраћено молитвама Бесу, богу магије, који се веома разликује од свих других египатских богова. Амулети су били популарни, те су их носили живи и мртви. Помоћу магије се могло допрети у Дуат, свет мртвих, па чак преварити богови.
У древној Персији деловали су медијски свештеници (маги) из религије зороастризма од којих је настао каснији израз магија.
У античкој Грчкој приређиване су мистерије и баханалије на којима су се одвијали магијски и мистични обреди. Магија је имала популарност и у старом Риму, где је већином забележена кроз магијске обреде, прорицања и тровања. Према традицији, један од најпознатијих магова тога доба био је неопитагорејски филозоф и пророк Аполон из Тијане (2. век пне).
Утицај на развитак ренесансне магије у 16. веку имали су новоплатонистички филозофи из 2. и 3. века, Јамблих и Плотин.

### Средњи век
Након пропасти Римског царства у 5. веку општи цивилизацијски ниво у Европи знатно је опао што је било погодна за нови полет и развој разних празноверја која су синкретизована с хришћанском вером. Нови варварски народи проширили су своја поганска веровања у чаробњаке, вештице и уроке. Неколико средњовековних научника означени су као чаробњаци у народној легенди, посебно Силвестар II i Алберт Велики.
Хришћанска црква је настојала да искоренити поганска веровања и обреде, видећи их као претњу свом опстанку те је осудила таква веровања и обреде већ у првим вековима хришћанства повезујући их са Сотоном и чаробњаштвом. Казне за оне који су практиковали поганске ритуале биле су већином духовне. Међутим, страх од демонских сила почео се ширити од 13. века под утицајем јеретичких покрета, што је резултирало оснивањем Инквизиције 1235. године која је имала за циљ борбу против јереси.
Од 14. века јављају се магијски приручници, гриморијуми, у којима се преноси тајна магијска пракса. С временом магија и сродне вештине попут алхемије и астрологије бивају повезане с јеретичким веровањима и изазивају зазор међу црквеним круговима због чега носитељи тајних знања долазе на удар инквизиције те одлазе у илегалу.
У касном средњем веку почео се све више ширити страх од вештица те су многе жене мучене и спаљене као вештице под оптужбом да су продале душу врагу и добиле моћ за наношење несрећа људима. Црква је инквизицијом активно покушала да искорени чаробњаке и вештице свим средствима, али су нека умећа опстала, попут астрологије и прорицања будућности, што се може сматрати врстом магије која је активна још и данас.

### Ренесанса
Раздобље ренесансе прати нагли успон науке и полетност духа новог доба. Како је ренесанса имала за циљ да се обнове идеали антике у култури, науци и друштву, тако је дотадашњи хришћански аристотелизам заменио мистични новоплатонизам којим се поновно разбуктало езотеријско и херметичко учење међу ренесансним мислиоцима.
У то време делују многи истакнути окултисти, астролози, кабалисти и алхемичари попут Агрипе, Нострадамуса, Марсилија Фичина, Парацелзусa, Ђијамбатисте Дела Порте, Џона Дија и других.
Интелектуалне и духовне напетости појачане су због реформације и протестаната, посебно у Немачкој, Енглеској и Шкотској. Племство је показало велико занимање за хороскопе и празноверје у 15. и 16. веку.

### Просветитељство
18. век обележио је развој емпиријске науке, грађанског друштва и повећани утицај државе на просветљење народа. Под утицајем картезијанско-њутновске доктрине настоји се да се рационално објасне све појаве у физичком свету, те се жели да се рационализују и веровања попут религије. Просветитељство нарочито настоји да докучи свако празноверје, те се обрушава на остатке таквих веровања, као и на магију, алхемију и сличне праксе.
Наука се представља као нова религија која би требала да предводи остварење новог друштва заснованог на разуму и искуству. Успркос томе, раздвајање окултизма од емпиријске науке текло је споро, тако да су се и неки од највећих просветитељских умова бавили окултним дисциплинама, попут Исака Њутна, који је активно проучавао алхемију и астрологију.

### Магијски препород у 19. веку
Појава књиге Magus 1801. године енглеског аутора Франциса Барета довела је до обнове занимања за магију и окултне теме у 19. веку.
Магијски препород коинцидирао је с романтизмом у књижевности. Рационализам и техницизам новога доба, као и захуктала индустријска револуција нису поспешивали нотацију човека који бежи у мистичне крајолике и давне светове. То је створило погодно тло за ширење окултизма, који је популаризовао знаменити француски окултиста Елифас Леви. На његовом учењу заснована су бројна окултна друштва (Златна зора, О.Т.О и др.) и покрети (теозофија), а његов рад следили су и каснији окултисти и магови попут Алистера Кроулија и С. Л. Макгрегора Матерса.

## Законска забрана уРепублици Србији
Законом о јавном реду и миру Републике Србије који је донет 2016. године у члану 15, ставци Узнемиравање грађана врачањем, прорицањем или сличним обмањивањем, у шта се може убрајати астрологија, тарот, нумерологија и друга паганска/политеистичка (многобожачка) веровања стоји:
Ко се бави врачањем, прорицањем судбине, тумачењем снова или сличним обмањивањем на начин којим узнемирава грађане или нарушава јавни ред и мир - казниће се новчаном казном од 10.000 до 50.000 динара или радом у јавном интересу од 40 до 120 часова.— Закон о јавном реду и миру Републике Србије